# Tượng đài con chuột thí nghiệm
Tượng đài con chuột thí nghiệm (tiếng Nga: Памятник лабораторной мыши) là một tác phẩm điêu khắc ở thị trấn Akademgorodok, thành phố Novosibirsk, Siberia, Nga. Nó nằm trong một công viên trước Viện Tế bào học và Di truyền của Viện Hàn lâm Khoa học Nga, và được hoàn thành vào ngày 1 tháng 7 năm 2013, trùng với lễ kỷ niệm 120 năm thành lập thành phố.
Đài tưởng niệm sự hy sinh của những con chuột trong nghiên cứu di truyền được sử dụng để hiểu các cơ chế sinh học và sinh lý học để phát triển các loại thuốc mới và chữa bệnh.

## Khái quát
Theo tổ chức Foundation for Biomedical Research (FBR), một Quỹ nghiên cứu Y sinh tại Mỹ, 95% động vật được sử dụng trong phòng thí nghiệm là các loài chuột. Loài vật nhỏ bé này được lựa chọn vì nhỏ gọn, dễ thích nghi, sinh sản nhanh với vòng đời ngắn, không quá đắt đỏ. Nhưng quan trọng hơn cả là chuột có nhiều đặc tính tương đồng với con người về gen, sinh học, cũng như hành vi. Rất nhiều bệnh ở người có thể được tái tạo lại ở chuột như béo phì, Parkinson, Alzheimer, ung thư, hay HIV/AIDS.
Viên đá nền của tượng đài này được đặt vào ngày 1 tháng 6 năm 2012, nhân kỷ niệm 55 năm ngày thành lập Viện Tế bào học và Di truyền học. Thiết kế cho con chuột là sáng tạo của nghệ sĩ thành phố Novosibirsk và cũng là nhân viên của viện, Andrey Kharkevich, người đã thực hiện hơn mười bản phác thảo trước khi quyết định thiết kế cuối cùng. Chính trong số các phiên bản khác nhau của động vật có hình ảnh cổ điển và cách điệu, một con chuột đan chuỗi xoắn DNA đã được chọn.
Andrei Kharkevich đã mô tả thiết kế của mình, nói rằng, "Nó kết hợp cả hình ảnh của một con chuột trong phòng thí nghiệm và một nhà khoa học, bởi vì chúng được kết nối với nhau và phục vụ cùng một mục đích. Hình ảnh con chuột được lấy tại thời điểm khám phá khoa học. Nếu bạn nhìn kỹ vào đôi mắt của nó, bạn có thể thấy rằng con chuột này đã nghĩ ra điều gì đó. Nhưng toàn bộ bản giao hưởng khám phá khoa học, niềm vui, "eureka!" vẫn chưa vang lên."
Nhà điêu khắc Alexei Agrikolyansky, người thực hiện bức tượng, thú nhận rằng thật không dễ dàng để ghi lại khoảnh khắc đó vì con chuột rõ ràng không phải là người và anh ấy phải tạo ra tính cách và cảm xúc để cho con chuột trông đáng tin cậy, đồng thời vẫn phải duy trì tỷ lệ giải phẫu để tạo ra thứ gì đó không giống nhân vật hoạt hình hay chuột thật.
Tác phẩm điêu khắc được đúc từ đồng ở Tomsk bởi Maxim Petrov. Tượng đài này được đặt như là yếu tố trung tâm của Triển lãm ngoài trời của Viện Tế bào học và Di truyền thuộc Chi nhánh Siberi của Viện Hàn lâm Khoa học Nga (dành riêng cho động vật thí nghiệm) - Bảo tàng Di truyền học ở Siberia.

## Mô tả
Tượng đài, nằm trên bệ đá granit, là của một con chuột thí nghiệm đeo kính trên đầu mũi của nó. Con chuột giữ kim đan trong bàn chân và được thể hiện đang đan một chuỗi xoắn kép DNA. Bản thân bức tượng bằng đồng chỉ cao 70 cm (27½ "), nhưng tổng chiều cao của tượng đài bao gồm cả bệ là 2,5 mét (98"). Hình chuỗi xoắn kép DNA nổi lên từ những chiếc kim đan uốn lượn sang trái, do đó cho thấy nó là chuỗi Z-DNA, chuỗi vẫn còn chưa được khoa học hoàn toàn hiểu rõ, biểu tượng đại diện cho nghiên cứu khoa học vẫn đang được thực hiện. Ngược lại, B-DNA phổ biến hơn (được mô tả trong các bài học ở trường) thể hiện nằm ở bên phải.

### Chữ trên tượng đài
Dịch từ tiếng Nga:
Tượng đài chuột thí nghiệm
Một con chuột đang đan DNA
Triển lãm của Bảo tàng Lịch sử Di truyền ở Siberia
Tác giả và nghệ sĩ A. Kharkevich
Nhà điêu khắc A. Agrikolyansky
Thợ đúc M. Petrov
Được lắp đặt bởi Viện Tế bào học và Di truyền, chi nhánh Siberi của Viện Hàn lâm Khoa học Nga
Với sự hỗ trợ tài chính của CJSC "Medico-Biological Union"
Ngày 4 tháng 7 năm 2013.

## Quảng bá và đón nhận
Năm 2013, dự án liên quan đến chiến lược PR để quảng bá tượng đài "chuột đan DNA" đã trở thành người chiến thắng Giải thưởng Quốc gia Cung thủ Bạc - ở giai đoạn khu vực Siberia, giải thưởng quốc gia Nga trong lĩnh vực phát triển quan hệ công chúng. Năm 2014,  dự án tham dự vòng chung kết cuộc thi giai đoạn liên bang với đề cử "Dự án xuất sắc nhất trong lĩnh vực thúc đẩy công nghệ tương lai."
Hai năm sau khi mở cửa, khu triển lãm này đã trở thành trung tâm phổ biến kiến thức khoa học trong cộng đồng dân cư - học sinh, sinh viên, người dân và du khách tới Akademgorodok. Tượng đài "chuột đan DNA" đã trở thành biểu tượng của Viện Tế bào học và Di truyền học.